# 스카니아 버스
스카니아 버스는 스카니아에서 만드는 버스를 가르키는 단어이다. 대한민국에선 상진운수가 2004년에 디젤 굴절버스를 수입하여 운용한 전례가 있다.

## 스카니아 버스에 관한 소개
여기서는 스카니아 버스에 관한 소개를 나열한다.

### 스카니아 버스의 변천사
스카니아 버스는 1971년부터 만들어져 지금까지 만들어지는 차종으로 스카니아 대형트럭 시리즈와 함께 스카니아를 상징하는 차종이다. 1971년에 출시된 이후로 1986년에는 2세대가 출시되었으며 1996년에 3세대가 출시되었고 2004년엔 4세대가 나왔다. 이후 2009년과 2013년에 페이스리프트를 거치다가 2016년에 현재의 5세대가 출시되었으며 스카니아에서 1971년에 만든 이후로 수많은 버스의 모델명들이 출시가 되었다. 현재 스카니아에서 만드는 버스의 모델은 각각 스카니아 F-시리즈, 스카니아 K-시리즈, 스카니아 N-시리즈, 스카니아 옴니링크, 스카니아 옴니시티, 스카니아 옴니익스프레스, 시티와이드 LE/시티와이드 LF가 있다. 대한민국에선 2004년에 상진운수가 디젤 굴절버스를 수입하여 운용한 전례가 있으나 스카니아 대형트럭 시리즈와는 달리 활발히 수입되지 않는 차종이다.

## 경쟁 차종
- 볼보버스
- 메르세데스-벤츠
- MAN SE

## 같이 보기
- 스카니아
- 버스
- 상용차
- 스카니아 F-시리즈
- 스카니아 K-시리즈
- 스카니아 N-시리즈
- 스카니아 옴니링크
- 스카니아 옴니시티
- 스카니아 옴니익스프레스
- 시티와이드 LE/시티와이드 LF